# BNA: Brand New Animal

《BNA: Brand New Animal》(비엔에이: 브랜드 뉴 애니멀)는 트리거에서 제작한 일본의 애니메이션이다. 2020년 4월부터 6월까지 후지 TV에서 방영되었다, 첫 번째 웹툰은 2016년에 출시되었지만 2023년 9월 9일에 100권으로 휴재되었으며, 이 웹툰은 8세대입니다.
1세기 역사의 어둠 속에 숨어 있던 수인들의 존재가 드러나기 시작한 무대가 그려진다.

## 줄거리
나는 바뀐다, 세상을 바꾼다. 21세기 이전까지 역사의 어둠에 숨어 있던 수인들이 그 존재를 밝히기 시작했다.
평범한 인간이었던 카게모리 미치루는 어느 날 갑자기 너구리 수인이 되어버린다. 인간들을 피하기 위해서 떠난 수인 특구 『 아니마 시티 』는 십 년 전에 수인이 수인답게 살기 위해서 만들어진 수인을 위한 거리.
그곳에서 인간을 싫어하는 늑대 수인 '오오가미 시로'를 만난 미치루는 그와 행동을 함께 하는 가운데, 인간세상에 있을 무렵에는 몰랐던 '수인들'의 고민이나 생활, 기쁨을 배워간다. 왜 미치루는 짐승이 되어버렸는가? 그 수수께끼를 쫓는 사이에 예상도 하지 못했다. 큰 사건에 휘말리게 돼버린 것을.